# Roc-aux-Sorciers

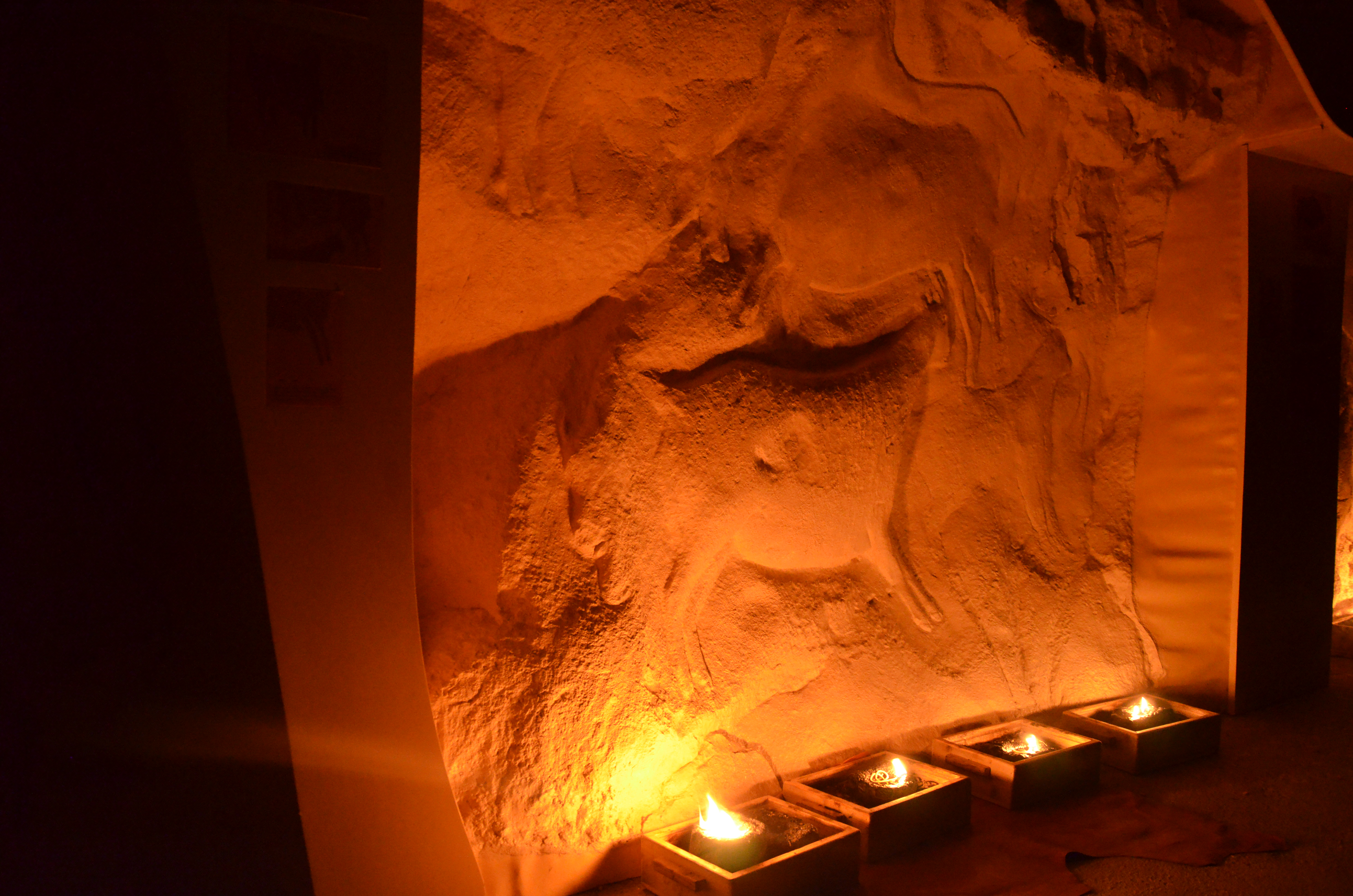

Roc-aux-Sorciers ("Rocca dei Maghi" o "Rocca degli Stregoni") è un sito archeologico francese, sede di un insediamento umano paleolitico del tipo detto "riparo sotto roccia".
Il sito si trova nel comune di Angles-sur-l'Anglin, nel dipartimento della Vienne, nella regione del Poitou-Charentes.
In questo anfratto naturale, sorta di "caverna aperta" ai piedi di una falesia, è stato rinvenuto uno dei più begli esempi di arte del periodo Magdaleniano (o Maddaleniano): un fregio di bassorilievi di almeno una cinquantina di metri di lunghezza, di cui circa venti già riportati alla luce e in corso di studio.
Il fregio comprende figure di animali (bisonti, cavalli, stambecchi e felini) ma anche figure umane (corpi di donna, teste), ben più rare nell'epoca Magdaleniana. Sull'insieme dei bassorilievi sono state rinvenute tracce di pigmenti naturali (nero, ocra, rosso) che permettono di ipotizzare che l'insieme monumentale fosse non soltanto scolpito ma anche dipinto.